# Jean-Baptiste Sarlandière
Jean-Baptiste Sarlandière (9 de maio de 1787 - 25 de julho de 1838) foi um anatomista e psicólogo francês, nativo de Aix-la-Chapelle. Aos 16 anos de idade, iniciou seus estudos de medicina, no hospital local em Noirmoutiers. Em 1803, ele foi chamado para o serviço militar, e passou os próximos 11 anos no Exército francês. Ele retomou seus estudos em 1814, e foi nomeado médico do hospital militar em Paris. Ele recebeu seu diploma médico em 1815.